# Борщенко, Александр Николаевич
Александр Николаевич Борщенко (род. 8 июня 1982) — российский легкоатлет, специалист по бегу на короткие дистанции и барьерному бегу. Выступал за сборную России по лёгкой атлетике в 2000-х годах, обладатель бронзовой медали чемпионата Европы в помещении, бронзовый призёр Универсиады, победитель и призёр первенств всероссийского значения. Мастер спорта России международного класса.

## Биография
Александр Борщенко родился 8 июня 1982 года.
Занимался лёгкой атлетикой в Специализированной детско-юношеской школе олимпийского резерва в Северске. Проходил подготовку под руководством заслуженного тренера России Александра Владимировича Сивченко, выступал за Москву, Томскую и Новосибирскую области.
Впервые заявил о себе на международном уровне в сезоне 1999 года, когда вошёл в состав российской национальной сборной и выступил на юношеском мировом первенстве в Быдгоще, где в программе бега на 400 метров с барьерами стал шестым.
В 2003 году с московской командой выиграл эстафету 4 × 200 метров на чемпионате России в помещении в Москве, одержал победу в 400-метровом барьерном беге на молодёжном всероссийском первенстве в Чебоксарах, взял бронзу в эстафете 4 × 400 метров на молодёжном европейском первенстве в Быдгоще.
На зимнем чемпионате России 2004 года в Москве вновь выиграл эстафету 4 × 200 метров.
В 2005 году завоевал серебряную награду в беге на 400 метров на зимнем чемпионате России в Волгограде. На чемпионате Европы в помещении в Мадриде вместе с соотечественниками Александром Усовым, Дмитрием Форшевым и Андреем Полукеевым выиграл бронзовую медаль в эстафете 4 × 400 метров, уступив только командам из Франции и Великобритании. На чемпионате России в Туле взял бронзу в беге на 400 метров с барьерами и получил серебро в эстафете 4 × 400 метров. Будучи студентом, представлял Россию на Универсиаде в Измире — здесь стал бронзовым призёром в эстафете 4 × 400 метров, при этом его партнёрами были Дмитрий Петров, Константин Свечкарь и Владислав Фролов.
В 2007 году выиграл бронзовую медаль в эстафете 4 × 400 метров на чемпионате России в Туле и на этом завершил спортивную карьеру.
За выдающиеся спортивные достижения удостоен почётного звания «Мастер спорта России международного класса».
Окончил Томский государственный педагогический университет (2005). Впоследствии работал тренером по бегу и массажистом в Новосибирске.